# スライマーン2世
スライマーン2世（ペルシア語: شاه سلیمان Suleiman II, 1714年 - 1763年）は、サファヴィー朝の王位僭称者（在位：1749年 - 1750年）。マシュハドにあるイマーム･レザー廟を管理していた。名をミール・サイード・モハンマド・マラシといった。

## 生涯
1748年10月、イラン貴族はマシュハドにおいてシャー・ルフを王位に即けた。この2か月前、イブラーヒームがシャーを称していたが、イブラーヒームは敗北し逃亡した。この時スライマーンはイブラーヒームがマシュハドに入るのを許さなかった。1749年12月、母がサフィー2世スライマーンの娘であったため、スライマーンはクルド人やジャライル朝の族長らに擁立され、スライマーン2世として即位した。この時シャー・ルフは盲目にされたが、数か月後に再び王位に即き、スライマーン2世は廃位され幽閉、盲目にされた。